# Liste der Monuments historiques in Chooz
Die Liste der Monuments historiques in Chooz führt die Monuments historiques in der französischen Gemeinde Chooz auf.

## Liste der Objekte
| Bezeichnung                      | Beschreibung                                                                                               | Standort                     | Kennzeichnung | Schutzstatus | Datum | Bild |
| -------------------------------- | --- | ---------------------------- | ------------- | ------------ | ----- | ---- |
| Hauptaltar                       | Altartisch, Tabernakel und Retabel; Kalkstein, farbig gefasst, Holz, farbig gefasst und vergoldet, um 1800 | in der Kirche St-Rémi (Lage) | PM08000884    | Inscrit      | 1975  |      |
| Skulptur Heiliger Remigius       | Holz, farbig gefasst, 18. Jahrhundert                                                                      | in der Kirche St-Rémi (Lage) | PM08000881    | Inscrit      | 1975  |      |
| Skulptur Heiliger Eligius        | Holz, farbig gefasst, 17. Jahrhundert                                                                      | in der Kirche St-Rémi (Lage) | PM08000887    | Inscrit      | 1975  |      |
| Skulptur Heiliger Nikolaus       | Holz, farbig gefasst, 17. Jahrhundert                                                                      | in der Kirche St-Rémi (Lage) | PM08000888    | PM08000888   | 1975  |      |
| Skulptur Heiliger Rochus         | Holz, farbig gefasst, 19. Jahrhundert                                                                      | in der Kirche St-Rémi (Lage) | PM08000890    | Inscrit      | 1975  |      |
| Taufbecken                       | Stein, 16. Jahrhundert                                                                                     | in der Kirche St-Rémi (Lage) | PM08000152    | Classé       | 1970  |      |
| Gemälde Anbetung der Könige      | Ölfarbe auf Holz, 16. Jahrhundert                                                                          | in der Kirche St-Rémi (Lage) | PM08000153    | Classé       | 1970  |      |
| Skulptur eines heiligen Bischofs | Holz, farbig gefasst, 19. Jahrhundert                                                                      | in der Kirche St-Rémi (Lage) | PM08000886    | Inscrit      | 1975  |      |
| Gemälde Christus am Kreuz        | Ölfarbe auf Leinwand, 18. oder 19. Jahrhundert                                                             | in der Kirche St-Rémi (Lage) | PM08000882    | Inscrit      | 1975  |      |
| Weihwasser und Wandvertäfelung   | Stein, Holz, bemalt, 19. Jahrhundert                                                                       | in der Kirche St-Rémi (Lage) | PM08000883    | Inscrit      | 1975  |      |
| Skulptur Heiliger Fiacrius       | Holz, farbig gefasst, 18. Jahrhundert                                                                      | in der Kirche St-Rémi (Lage) | PM08000889    | Inscrit      | 1975  |      |
| Skulptur Madonna mit Kind        | Holz, farbig gefasst, 19. Jahrhundert                                                                      | in der Kirche St-Rémi (Lage) | PM08000885    | Inscrit      | 1975  |      |